# Saint Mark (Grenada)
Saint Mark is een van de zes parishes van Grenada. De hoofdstad is Victoria.

## Overzicht
Saint Mark is de kleinste parish van Grenada. Het gebied was oorspronkelijk bewoond door inheemse Cariben en bevatte ten minste drie dorpen. In de jaren 1670 vestigden de Fransen zich in het gebied en verdreven de inheemsen. In 1741 werd de parish Sainte Rose gesticht. Er bevonden zich voornamelijke koffie- en cacaoplantages in Saint-Mark.
In Saint Mark bevindt zich Mount Saint Catherine, de hoogste berg van Grenada met een hoogte van 840 meter. De berg is een voormalige vulkaan. Om de berg bevindt zich 4.000 hectare tropisch oerwoud en diepe valleien. Een gebied van 2.43 km2 rond de berg is beschermd als de Mount St. Catherine Forest Reserve.

## Galerij

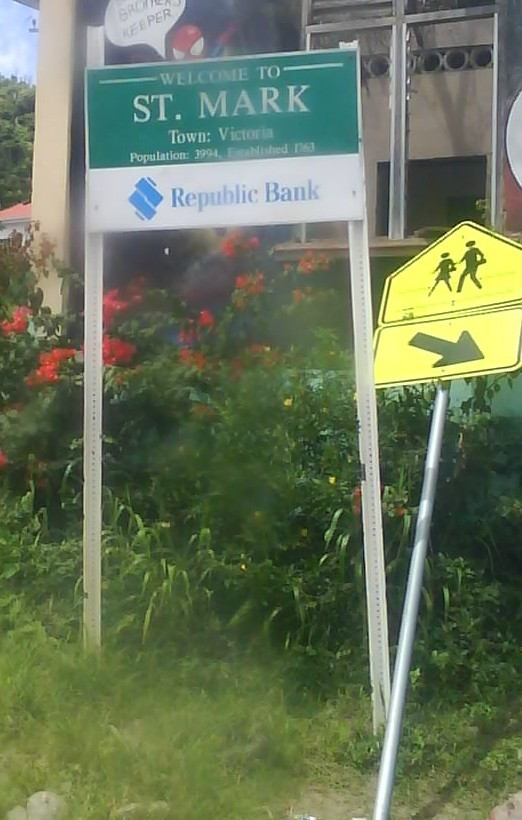
Toegangsbord
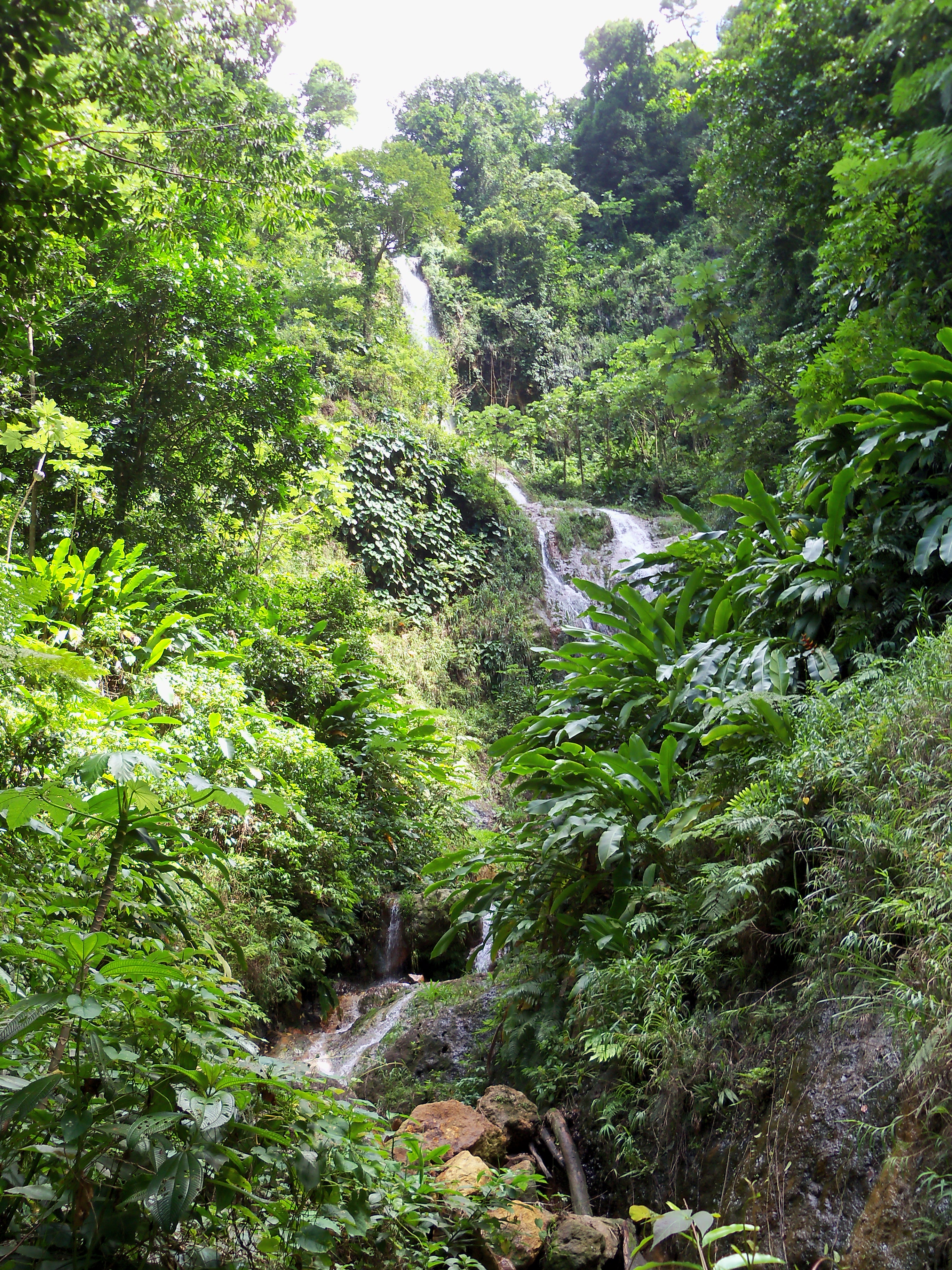
Tuftonwaterval